# Karolinów (województwo świętokrzyskie)
Karolinów – wieś sołecka w Polsce położona w województwie świętokrzyskim, w powiecie włoszczowskim, w gminie Krasocin.
W latach 1975–1998 miejscowość administracyjnie należała do województwa kieleckiego.

## Historia
W wieku XIX – Karolinów wieś włościańska w powiecie włoszczowskim, gminie i parafii Krasocin. Należała do dóbr Gruszczyn, około 1881 roku wieś posiadała 91 osad z gruntem 476 mórg.